# 粗叶木蒲桃
粗叶木蒲桃（学名：Syzygium lasianthifolium）为桃金娘科蒲桃属的植物，是中国的特有植物。分布于中国大陆的广东等地，目前尚未由人工引种栽培。